# Pere Canturri Montanya
Pere Canturri Montanya (Andorra la Vella, 28 d'abril del 1935- ídem, 27 de novembre de 2015) fou un historiador, escriptor, polític i docent andorrà.

## Biografia
Nascut a Andorra la Vella el 1935, fill de Pere Canturri i Tomàs de Cal Germà de Sant Julià de Lòria i de Maria Montanya i Bernaus de Cal Calones d'Andorra la Vella, era el primer dels quatre germans al qual seguien el Josep, el Joan i el Miquel Àngel.
Canturri es diplomà en Magisteri a l'Escola Normal de Lleida l'any 1956, llicenciant-se posteriorment en Història per la UNED durant els anys 70. A Lleida hi va conèixer la mare dels seus fills, Rosita Campos i Abella, amb la que es va casar el 1960, i amb la qual va tenir dos fills, Pere i Miquel. Canturri va exercir de mestre a Arinsal entre 1956 i el 1959, contractat primer pel Quart d'Arinsal i després per l'Estat Espanyol. Aquell mateix any va entrar al Consell General com a comptable.
L'any 1960 va descobrir el jaciment prehistòric a la Balma de la Margineda, i va crear els Serveis d'Arqueologia del Consell General, dels quals en va ser el director. Entre 1960 i 1963 va ser el secretari de la Junta de Cultura i del 1963 al 1977, secretari del Departament de Qüestions Socials. Paral·lelament, l'any 1962, a petició del síndic Julià Reig, va impulsar els Campaments del Consell General seguint la filosofia del moviment escolta. Van ser els primers campaments mixtes i es van organitzar cada estiu fins a l'any 1972. Entre 1977 i 1985, Canturri va treballar pel Patrimoni Artístic Nacional fent recerca sobre la prehistòria i l'edat mitjana d'Andorra. A més, va participar en el descobriment de diversos gravats prehistòrics, com el de la Roca de les Bruixes de Prats (1962), de les pintures romàniques de La Cortinada i Nagol (1968 i 1991), i va dirigir la restauració dels monuments, com Sant Serni de Nagol (1981-1983) i Sant Romà de les Bons (1978-1979), i de la Farga Rossell (1997) i de la Casa Museu d'Areny-Plandolit (1985-1994), de la qual va ser director entre 1985 i 1994.
Més enllà de la cultura, Canturri també va exercir diversos càrrecs polítics: conseller del Comú d'Andorra la Vella (1980-88), Ministre d'Afers Socials i Cultura (1994-97) i Ministre de Cultura del Govern del Principat d'Andorra (1997-8) i Raonador del ciutadà (2004-2011). També va ser membre de l'Académie du Languedoc i de la Comissió Nacional Andorrana de la UNESCO, del Consell Assessor del Patrimoni Cultural d'Andorra, del Patronat de la Fundació Caixabank, soci d'honor del Centre de la Cultura Catalana i va rebre el Premi Àgora Cultural l'any 2010.
Va morir el 27 de novembre del 2015. El seu funeral tingué lloc el dissabte 28 de novembre, a l'Església de Sant Esteve d'Andorra la Vella.

## Llegat
El 27 de setembre del 2017, el Centre d'Estudis Històrics i Polítics, una secció de l'Institut d'Estudis Andorrans, anuncià la creació de la beca d'investigació Pere Canturri de recerca històrica, per a estudiants universitaris o graduats recents que vulguin aprofundir en temàtiques de caràcter andorrà.

## Obres
- 1977: La consòrcia de casats d'Andorra la Vella. Andorra : Pere Canturri Montanya
- 1981: Monedes trobades a Andorra usades entre els Segles XII i XIX. Andorra : Pere Canturri Montanya
- 1989: Fires, mercats i encants d'Andorra. [Andorra] : Pere Canturri Montanya
- 1989: Arrels andorranes V : fires i festes. Andorra : [s.n.]
- 1989: El Fener : història d'un poble desaparegut. [Andorra : Pere Canturri Montanya]
- 1991: Els colomers i palomeres andorrans. Andorra : Associació Velles Cases Andorranes
- 1991: La moneda a Andorra. Andorra : Banc Agrícol i Comercial d'Andorra
- 1993: Sants de la nostra devoció a Andorra. [Andorra] : Associació Velles Cases Andorranes
- 1993: Andorra : fites històriques. [Andorra : els autors]
- 1994: Els noms de casa andorrans. Andorra : Associació Velles Cases Andorranes (ISBN 99920-1-106-8)
- 1995: El misteri de les anelles i argolles d'Andorra. Andorra : Associació Velles Cases Andorranes (ISBN 99920-1-136-X)
- 1996: La dama blanca. Andorra : Centre de la Cultura Catalana (ISBN 99920-1-153-X)
- 2015: L'Andorra de Pere Canturri: compilació de l'obra escrita. Andorra : Editorial Andorra (ISBN 978-99920-53-73-7)